# 9 канал (Израиль)
9 канал (ивр. ערוץ תשע‎) — израильский русскоязычный телевизионный канал.

## История

### Создание канала
Вещание 9 канала началось 12 ноября 2002 года.
До этого на ивритоязычных каналах израильского телевидения существовали отдельные передачи на русском языке, как новостного, так и развлекательного характера. Кроме того, государственная радиовещательная компания «Голос Израиля» с 1991 года начала вещание канала на русском языке — «Радио Рэка». Израильское спутниковое телевидение «YES» и кабельная сеть «HOT» осуществляли трансляцию многочисленных каналов на русском языке — как российских (Первый канал, PTP-Планета, НТВ Мир), так и израильских развлекательных киноканалов с переводом на русский язык и международных каналов (Hallmark, Eurosport 1, Романтика).
9 канал стал телевизионным каналом на русском языке, демонстрирующим в своём эфире широкий спектр вещания: от новостей и аналитических обзоров до ток-шоу и развлекательных программ, а также телесериалов и кинофильмов.
Во время Второй Ливанской войны в июле-августе 2006 года началось свободное вещание канала в Интернете. Ранее, в 2005 году, началось спутниковое вещание канала в США, Канаде и Австралии. С 2007 года началось вещание на страны Балтии, Восточной Европы и СНГ.

### Стратегическое партнёрство
10 февраля 2013 года Группа Льва Леваева и компания «Африка-Исраэль» сообщили о подписании договора о присоединении стратегического партнера к 9 каналу. В соответствии с договором, группа частных инвесторов под руководством Александра Левина инвестировали в 9 канал в обмен на 50 % акций.
Совет по спутниковому и кабельному телевидению, выполняющий функции регулятора, проверил договор Левина и утвердил его присоединение к 9-му каналу. Через несколько дней после этого были уволены Леонид Блехман, работавший на канале со дня его создания и последние 7 лет занимавший пост гендиректора, и Лев Меламид, заменивший Евгению Кравчик на посту главного редактора сайта ZMAN.com в 2011 году.
В июле 2013 года телеканал перешёл под почти полный контроль Александра Левина, который приобрёл дополнительных 48 % акций канала.
В марте 2014 года канал переехал в новую студию в городе Модиин (Модиин-Маккабим-Реут) и сменился логотип канала, а также обновлён дизайн сайта. В августе 2016 года 9 канал вернулся в телевизионный городок Неве-Илан в окрестностях Иерусалима.

### Международное вещание 9 канала
Международное распространение канала началось в 2005 году с вещания в США (спутник GALAXY26) и Австралии (спутник NSS6). Программы канала ежедневно включены в сетку ещё одного канала — американского русскоязычного канала RTN.
В начале 2008 года началось вещание в СНГ и в республиках Балтии. 9 канал был доступен некоторое время на спутниковой платформе Радуга и iptv оператора Билайн.
В 2009 году канал приступил к распространению по системе IPTV в США, Канаде и Европе (в основном, в Германии).
В апреле 2010 года Верховная рада Украины добавила 9 канал в список каналов, разрешенных к вещанию на территории Украины.
В 2022 году сайт 9 канала был заблокирован на территории России по распоряжению российской генпрокуратуры.
Начиная с октября 2023 года весь прямой эфир канала транслируется на платформе YouTube https://www.youtube.com/@israel9tv

## 9 канал в Интернете и социальных сетях
Сайт ZMAN.com открылся для пользователей в феврале 2008 года. Сайт отличался насыщенной новостной лентой, оперативностью и обилием видео материалов, которые поставлял 9 канал. Был доступ к материалам большого видеоархива. В течение года сайт вышел на лидирующие позиции в трафике израильских новостных ресурсов. Главным редактором сайта была известная журналистка, лауреат Израильской премии за критику СМИ Евгения Кравчик. Ведущие авторы сайта — Лев Меламид, Анна Данилова, Александр Непомнящий, Давид Шехтер, Юрий Моор-Мурадов, Ксения Светлова, Роман Янушевский, Игорь Литвак. На сайте также есть раздел блогов, где публикуются колонки авторов, которые не являются сотрудниками канала.
В начале 2010 года 9 канал с партнерами основал медийную фирму Intersol Digital 9, которая владела эксклюзивными правами на продажу рекламы на ведущих израильских интернет-ресурсах. Фирма была создана на базе медийного отдела компании Intersol Moroz LTD.
В июне 2013 года сайт zman.com был переименован в 9tv.co.il. Главные редакторы сайта 9 канала: Елена Пепел (2013—2014), Андрей Харазов (2014-2024), Роман Янушевский (2024-).
9 канал также представлен в социальных сетях: Facebook, YouTube, Telegram, Instagram

## Популярность канала
По результатам исследования, проведенного институтом «Мутаги́м», в первом квартале 2009 года 67,5 % репатриантов в возрасте больше 18 лет смотрят 9 канал. В целом же, в первом квартале года программы канала смотрели 82 % русскоязычных израильтян. Среди русскоязычной аудитории старше 18 лет рейтинг в прайм-тайм у 9 канала составляет 14,3 %, тогда как 2 канал ИТВ набирает 4,5 %, а 10-й — 2,6 %.
В июне 2011 года экономическое издание «Globes» сообщило, что по заказу Совета по спутниковому и кабельному телевещанию, совместные исследования провели институт «Геокартография» и Государственное бюро по рекламе. Согласно исследованиям, 51 % русскоязычных израильтян регулярно смотрят «Израиль Плюс», 27 % предпочитает его всем другим телеканалам. 78 % опрошенных отметили, что периодически включают этот канал. Его предпочитают всем остальным 78 % русскоязычных израильтян в возрасте от 55 лет и старше, 50 % от 35 до 55 лет, а среди молодежи — до 35 лет, этот показатель составляет 18 %. Зрители считают этот телеканал: «самым подходящим» для них — 67 %, связующим звеном с израильской культурой — 57 %, телеканалом с высокими стандартами — 51 %, а 62 % утверждают, что его новостные программы более объективны, чем передачи русскоязычных конкурентов.

## Руководство канала
- Генеральный директор — Юрий Каганович
- Технический директор — Алексей Лазовский
- Директор программ — Лолита Шустер
- Креативный директор — Леонид Левинсон
- Главный продюсер службы новостей  — Максим Гуллер
- Главный редактор сайта 9 канала — Роман Янушевский
- Финансовый директор - Ринат Яркони
- Руководитель отдела продаж - Таль Ситон
- Руководитель службы цифрового маркетинга - Маоз Шапира

Трансляция новостей и запись программ осуществляется из центральной аппаратной 9 канала в Неве-Илане.

## Программы «Девятого Канала»

### Новостные программы
- Ежедневные новостные блоки «Новости Израиля» и «События дня», совмещенные с ток-шоу в прямом эфире — 07:00-09:00, 16:00-20:00, 20:00-22:00.

Ведущие: Борис Белодубровский, Максим Гулер, Михаил Рабинович, Карина Рубинштейн, Алия Судакова, Лиора Шварц, Борис Штерн
- «День. Итоги» — центральный выпуск новостей (ведущие Алия Судакова и Михаил Рабинович)
- «Война и мир» — еженедельный обзор международных событий, транслируется по пятницам (ведущий Дан Гольдман)
- «От шабата до шабата» — еженедельный обзор событий в Израиле, транслируется на исходе субботы (ведущий Михаил Рабинович)

### Аналитические программы
- «На неделе», ведущие Наталья Гурович и Дмитрий Дубов (2016—2017)
- «Избранный народ», ведущая Анна Райва (2016—2017)
- «Герой дня», ведущий Владимир Рав-Цион (2014—2016)
- «Контакт», ведущие Давид Кон, Евгений Сова, Яна Брискман (2011—2013)
- «За и против», ведущая Яна Брискман (2009—2011)
- «Только без рук», ведущая Лиора Шварц
- «Дело Врачей», автор и ведущая (2020-2021) Юлия Панич, затем Mария Барлин
- «Жалобная книга», ведущий Максим Гуллер

### Развлекательные программы
- «Яблоко раздора», ведущая Елена Лагутина (2013-2016)
- «Ангар 9» — музыкальное шоу с участием популярных израильских исполнителей (2014—2016)
- «Я угощаю!», ведущие Алексей Зимин, Нир Цук (2015—2016)
- «Доброе утро, Израиль!» — утренняя программа (2013—2015)
- «Семь сорок» — пятничная развлекательная программа, ведущие Наташа Манор и Ян Левинзон (2002—2012)
- «Музыкальный саквояж» — субботняя музыкальная развлекательная программа, ведущие Анна Резникова, Игорь Шнейдерман (2005—2007)
- «Юля идет в гости», ведущая Юлия Панич (2016-2021)
- "Шик и Шок", ведущая Юлия Панич

#### Телевикторины
- «Время любить»
- «Вундеркинд-шоу» — семейная, развлекательная шоу-викторина. Ведущий Александр Авербух (2010)
- «Домашнее задание» — семейная, развлекательная шоу-программа (с 25 октября 2008 по 1 января 2009 года). Ведущий — Влад Зерницкий.
- «Игра слов» (с 24 мая по 6 сентября 2008 года)
- «Музон» — музыкальная викторина (с 15 июня по 2 августа 2006 года)
- «Чеширский кот» — интеллектуальная игра, ведущий Алексей Штукин (2002—2003)
- «Девятый вал» — ведущий Леонид Каневский (2002—2004)

### Фильмы и сериалы на канале
Канал осуществлял показ российских и зарубежных фильмов. Среди показанных российских сериалов — «След», «Свидетели», «Бедная Настя», «Моя прекрасная няня», «Не родись красивой», «За всё тебя благодарю», «Маргоша» и др. Среди зарубежных сериалов и фильмов можно отметить английский сериал «Шерлок», детективные британские телесериалы «Пуаро» и «Мисс Марпл», фильмы Люка Бессона, классические французские комедии, австрийский сериал «Комиссар Рекс», бразильский сериал «Гавань чудес», «Земля любви», мексиканский сериал «Море любви» и др. Совместно каналом «Израиль плюс» и российским каналом НТВ был снят телесериал «Под небом Вероны», одним из сценаристов фильма был ведущий канала «Израиль плюс» Давид Кон.

### Фильмы и сериалы собственного производства
- Под небом Вероны (совместно с НТВ)
- Неслучайная встреча
- Убийство по неосторожности

## Телеведущие
Многие из телеведущих ранее работали в русскоязычных СМИ (Елена Лагутина, Владимир Мальковский, Александр Авербух, Давид Кон, Йосеф Шагал, Юлия Панич, Роман Янушевский). Были приглашены известные актёры: Леонид Каневский (известный по роли майора Томина в сериале «Следствие ведут знатоки»), бывший капитан команды КВН «Одесские джентльмены» Ян Левинзон, актриса театра «Гешер» Наталия Войтулевич-Манор, известная эстрадная певица Анна Резникова, известный бард Дмитрий Кимельфельд, популярная российская телеведущая Елена Ханга и многие другие.
На канале работают молодые тележурналисты, получившие образование как в странах СНГ, так и в Израиле. 

## Награды
- Почётная грамота Правительства Российской Федерации (22 сентября 2012 года) — за большой вклад в сохранение русского языка и культуры, а также в дело консолидации соотечественников за рубежом[5].